# Повадино (деревня, городской округ Домодедово)
Повадино — деревня в городском округе Домодедово Московской области.

## География
Находится в южной части Московской области на расстоянии приблизительно 28 км на юг по прямой от железнодорожной станции Домодедово.

## История
Известна с 1574 года, в 1629 году отмечено здесь было 4 двора и 3 жителя.

## Население
Постоянное население составляло 13 человек в 2002 году (русские 84 %), 8 в 2010.